# Озёрск (Калининградская область)
Озёрск (до 1938 года — Дарке́мен, нем. Darkehmen, в 1938—1946 годах — А́нгерапп, нем. Angerapp)— город в России, административный центр Озёрского района (муниципального округа) Калининградской области.
Город расположен на реке Анграпа, в 120 км от Калининграда, в 8 км к северу от границы с Польшей. Начиная с советского периода железнодорожного сообщения не имеет.

## История

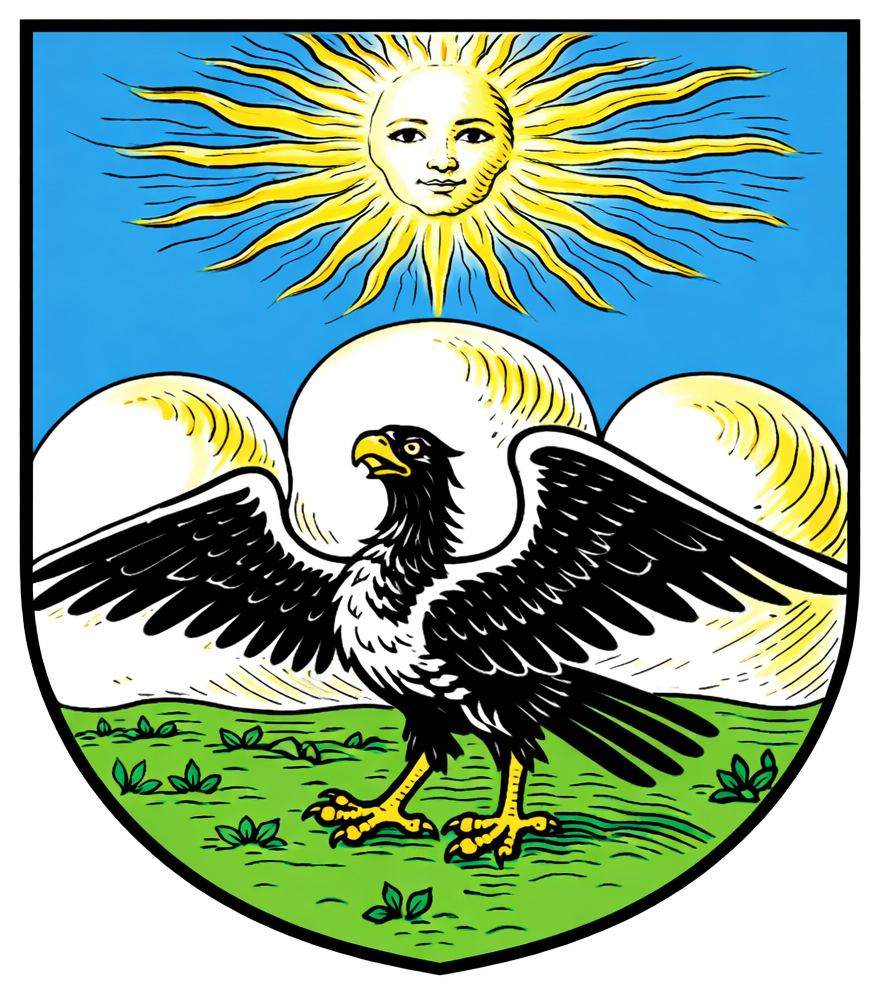
Герб Даркемена

Первое упоминание относится к 1539 году. В 1584 году Гросс-Даркемен был приписан к сельской общине Медунишкен.
Первая, фахверковая, церковь Гросс-Даркемена начала строиться в 1615 году. Постройка была завершена в 1646. В 1752 году фахверковое здание первой церкви разрушилось от ветхости. Новая церковь была освящена 15 сентября 1754 года. В 1836 году и это здание начали заменять новым, освященным 9 октября 1842 года, в духе Шинкеля. Башня пристроена в 1892 году.
Первая церковная школа открылась в 1706 году. В 1708 году началась эпидемия чумы, свирепствовавшая три года. По ее окончании к 1711 году вымерло около 60 % крестьянских дворов.
Права города Даркемену дал прусский король Фридрих Вильгельм I в 1725 году, лично побывавший здесь в то время. На тот момент его территория составляла 3,25 га, а население в 1733 году — 742 человека, в том числе 103 переселенца из Зальцбурга.
Военный гарнизон расквартирован в городе с 1739 года.
Постройка в 1880 году водяной электростанции дала толчок развитию города. В 1886 году в Даркемене появилось уличное электрическое освещение. Инициатором была компания «Mühle Wiechert», которой и принадлежала, собственно, электростанция, снабжавшая электричеством муниципалитет. Всего было установлено 16 дуговых ламп. Перед каждой лампой во время ввода в эксплуатацию городской капеллой был исполнен туш. Все горожане собрались по этому поводу на улице празднично одетыми. Ток вырабатывался турбиной мощностью 30 л. с., построенной на трехметровом перепаде Анграпы, и, кроме уличного освещения, обеспечивал работу еще 107 ламп — в городском магистрате, нескольких гостиницах и домах знатных горожан.
В 1907 году была построена городская электростанция на рынке, для интеграции с распределительной сетью Ostpreußen-AG.
Через Даркемен прошла линия железной дороги, соединившая его с Инстербургом (ныне Черняховск), Гумбиненом (ныне Гусев), Регенсбургом (ныне в Польше) и с Гольдапом (ныне в Польше).
Во время Первой мировой войны с осени 1914 года по февраль 1915 года в районе Даркемена проходили ожесточённые бои. Город сильно пострадал.
До 1938 город назывался Дарке́мен (нем. Darkehmen), однако, в связи с тем, что это название было прусского происхождения, город был переименован в 1938 году властями гитлеровской Германии в А́нгерапп (нем. Angerapp), по немецкому названию реки, на которой расположен город.
С 1945 года в составе СССР (РСФСР). 7 сентября 1946 года город был переименован в Озёрск.
С 2006 до 2014 гг. город был центром Озёрского городского поселения в составе бывшего муниципального района.

## Население
| 1959  | 1970  | 1979  | 1989  | 1996  | 1998  | 2000  | 2001  | 2002  | 2005  | 2006  |
| ----- | ----- | ----- | ----- | ----- | ----- | ----- | ----- | ----- | ----- | ----- |
| 3832  | ↗4517 | ↗6047 | ↗6219 | ↗6300 | →6300 | ↘6200 | ↘6100 | ↘5801 | ↘5500 | ↘5400 |
| 2007  | 2008  | 2009  | 2010  | 2011  | 2012  | 2013  | 2014  | 2015  | 2016  | 2017  |
| ↘5200 | →5200 | ↘5071 | ↘4740 | ↘4700 | ↘4642 | ↘4542 | ↘4433 | ↘4357 | ↘4255 | ↘4108 |
| 2018  | 2019  | 2020  | 2021  | 2023  |       |       |       |       |       |       |
| ↘3935 | ↘3837 | ↘3821 | ↗4152 | ↗4321 |       |       |       |       |       |       |

На 1 января 2025 года по численности населения город находился на 1085-м месте из 1124 городов Российской Федерации.
Население — это потомки послевоенных переселенцев со всего СССР. Доля русских в населении округа — 82,8 % (2010). Начиная с девяностых годов сюда потянулись и предприимчивые переселенцы из республик СНГ, в первую очередь армяне, составляющие по данным переписи 2010 года 5,1 % населения городского округа, что делает Озерск местом их максимальной концентрации в Калининградской области. Также максимальной для области является и концентрация немцев (2,2 %). В последнее десятилетие здесь также мигранты из среднеазиатского зарубежья: казахи, таджики, узбеки. Вместе с тем, для Озёрска характерна активная эмиграция жителей на запад области: за короткий период 2014—2018 годов город потерял 11,23 % жителей, что является областным антирекордом.
Национальный состав
По итогам переписи населения 2020 года проживали следующие национальности (национальности менее 0,1 % и другое, см. в сноске к строке «Другие»):
| Национальность | Численность, чел. | Доля     |
| -------------- | ----------------- | -------- |
| Русские        | 3409              | 82,11 %  |
| Армяне         | 102               | 2,46 %   |
| Поляки         | 79                | 1,90 %   |
| Белорусы       | 72                | 1,73 %   |
| Украинцы       | 67                | 1,61 %   |
| Немцы          | 47                | 1,13 %   |
| Лезгины        | 12                | 0,29 %   |
| Литовцы        | 9                 | 0,22 %   |
| Татары         | 7                 | 0,17 %   |
| Молдаване      | 6                 | 0,14 %   |
| Мордва         | 5                 | 0,12 %   |
| Корейцы        | 5                 | 0,12 %   |
| Другие         | 332               | 8,00 %   |
| Итого          | 4152              | 100,00 % |

## Культура
- Центральная библиотека
- Центральная детская библиотека

## Образование
В городе работают колледж «Агротехнологий и природообустройства», средние школы, детские сады, Центр развития творчества детей и юношества.

## Здравоохранение
- Центральная районная больница
- Стационар — 55 круглосуточных и 20 дневных коек[6]
- Поликлиника — приём 344 человек в рабочую смену[6]

## Экономика
- В городе действует малая Озёрская ГЭС на реке Анграпе, созданная в 1880 году и реконструированная в 2000 году, обеспечивающая до 40 % потребления электроэнергии жилым фондом города.

## Известные люди
- Юлиус фон Гросс[нем.] (1812—1881) — прусский генерал.
- Фриц фон Фаренгейд[нем.] (1815—1888) — помещик и коллекционер произведений искусства.
- Констанс Бернекер[нем.] (1844—1906) — органист, композитор и музыкальный критик.
- Ойген Диппе[нем.] (1852–1919) — ландрат района Эльбинг[нем.].
- Эдгар Вутцдорф[нем.] (1855—1923) — немецкий врач.
- Густав Адольф Бауэр (1870—1944) — немецкий политик, член СДПГ. С 21 июня 1919 по 26 марта 1920 рейхсканцлер Веймарской республики (до 14 августа 1919 года премьер-министр).
- Хуго Калвейт[нем.] (1882—1970) — немецкий судья. С 18 мая 1942 года до середины декабря 1943 года был председателем Специального суда Брауншвейга.
- Марта Бедекер[нем.] (1889—1973) — немецкий издатель.
- Герхард Шульце-Пфаэльцер[нем.] (1891—1952) — немецкий писатель и политический журналист. Был доверенным лицом рейхспрезидента Веймарской республики Пауля фон Гинденбурга.
- Эрнст Генрих Шлипе[нем.] (1893—1961) — немецкий композитор.
- Хайнц Циглер[англ.] (1894—1972) — генерал артиллерии во Второй мировой войне.
- Мартин Сперлих[нем.] (1919—2003) — немецкий искусствовед.
- Манфред Питер Хейн[нем.] (1931—) — немецкий писатель и переводчик.
- Мартин-Михаэль Пассауэр[нем.] (1943—) — протестантский теолог, генеральный суперинтендент Берлина в евангелической церкви Берлина-Бранденбурга-Силезийской Верхней Лужицы (EKBO)[англ.].
- Сергей Скрипаль (1951—) — бывший офицер советской, российской и британской военной разведки, до 1999 года сотрудник ГРУ, полковник, действовал в качестве двойного агента для разведывательных служб Великобритании в 1990-х и начале 2000-х годов.

## Достопримечательности
Объекты культурного наследия местного значения:
- Жилой дом 1908 года по адресу: ул. Дзержинского, 3.
- Жилой дом начала XX века по адресу: ул. Дзержинского, 5.
- Жилой дом начала XX века по адресу: ул. Дзержинского, 6.
- Жилой дом начала XX века по адресу: Московская ул., 1, 3, 5, 7.
- Вилла Вихерт, 1921 года постройки
- Здание электростанции 1886 года постройки
- Жилой дом начала XX века по адресу: пл. Победы, 3.
- Жилой дом начала XX века по адресу: пл. Победы, 5.
- Здание почты 1897 года постройки
- Жилой дом начала XX века по адресу: пл. Победы, 7, 9, 11, 13.
- Мемориал 795 воинам Красной Армии, погибшим в годы Великой Отечественной войны 1941—1945.
- Общественное здание начала XX века по адресу: Пограничная ул., 26.
- Памятник погибшим в годы Первой мировой войны.
- Здание суда 1844 года постройки по ул. Суворова, 10.
- Особняк начала XX века по адресу: ул. Черняховского, 10.
- Особняк начала XX века по адресу: ул. Черняховского, 15.

Объект культурного наследия регионального значения:
- Кирха 1842 года постройки по адресу: Комсомольская ул., 10
- 9 сентября 2006 года в центре города установлен памятник первому электрическому фонарю[6].

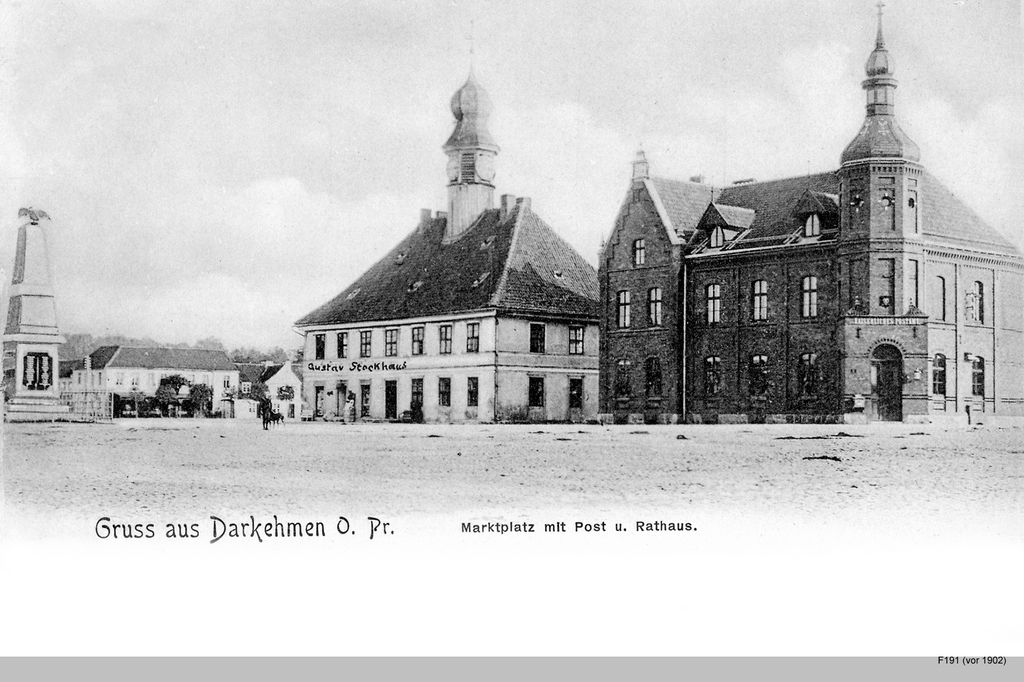
Ратуша Даркемена и почтовое отделение, 1910 год
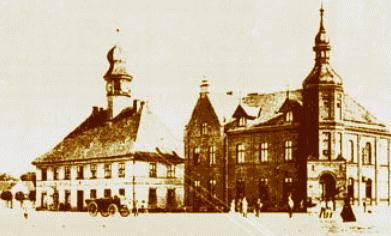
Ратуша и почта около 1910 года
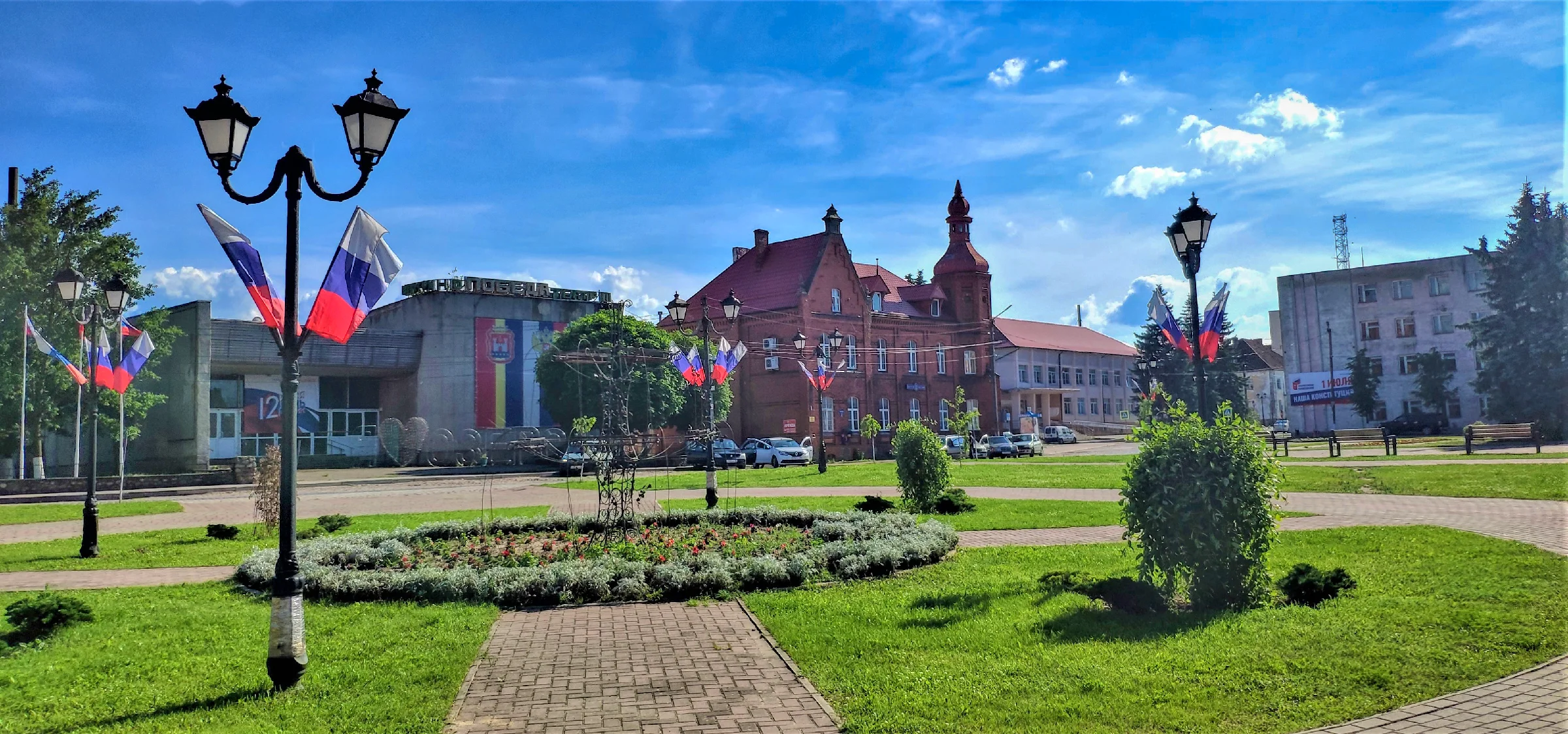
Центральная площадь города
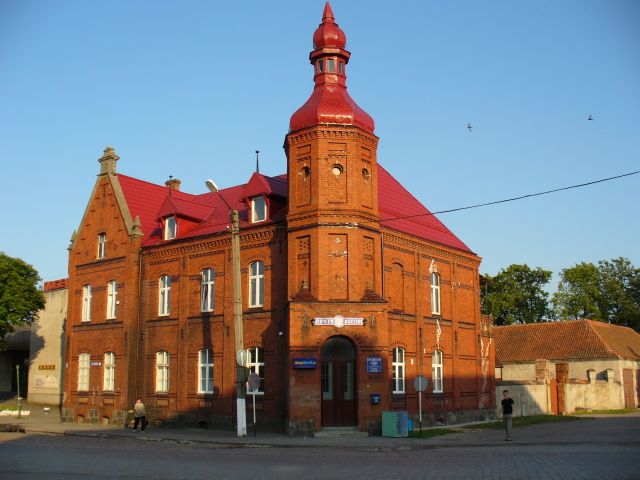
Почтамт
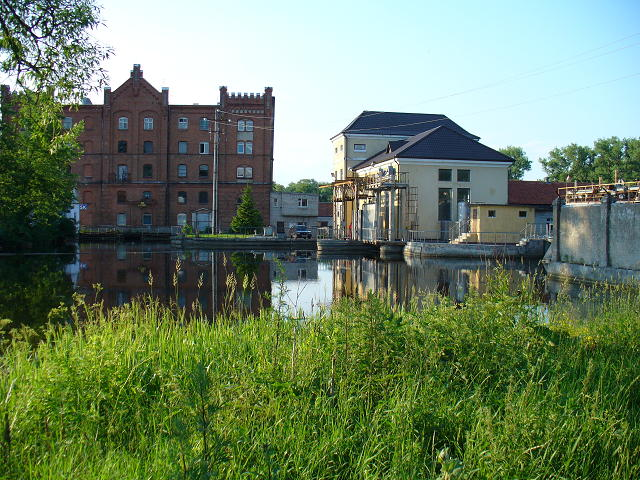
Озёрская ГЭС на р. Анграпе
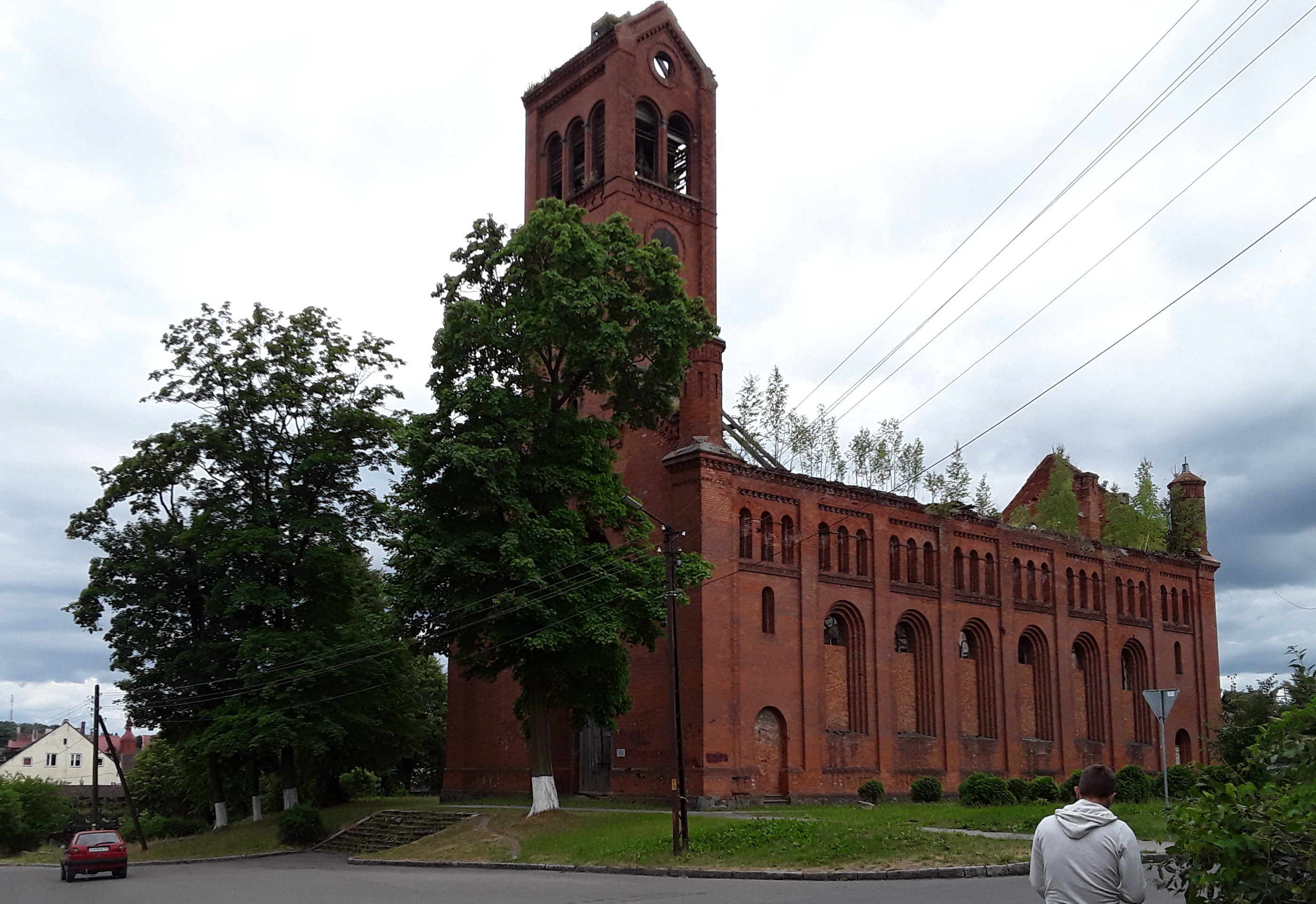
Руины бывшей евангелической церкви Даркемена/Ангераппа
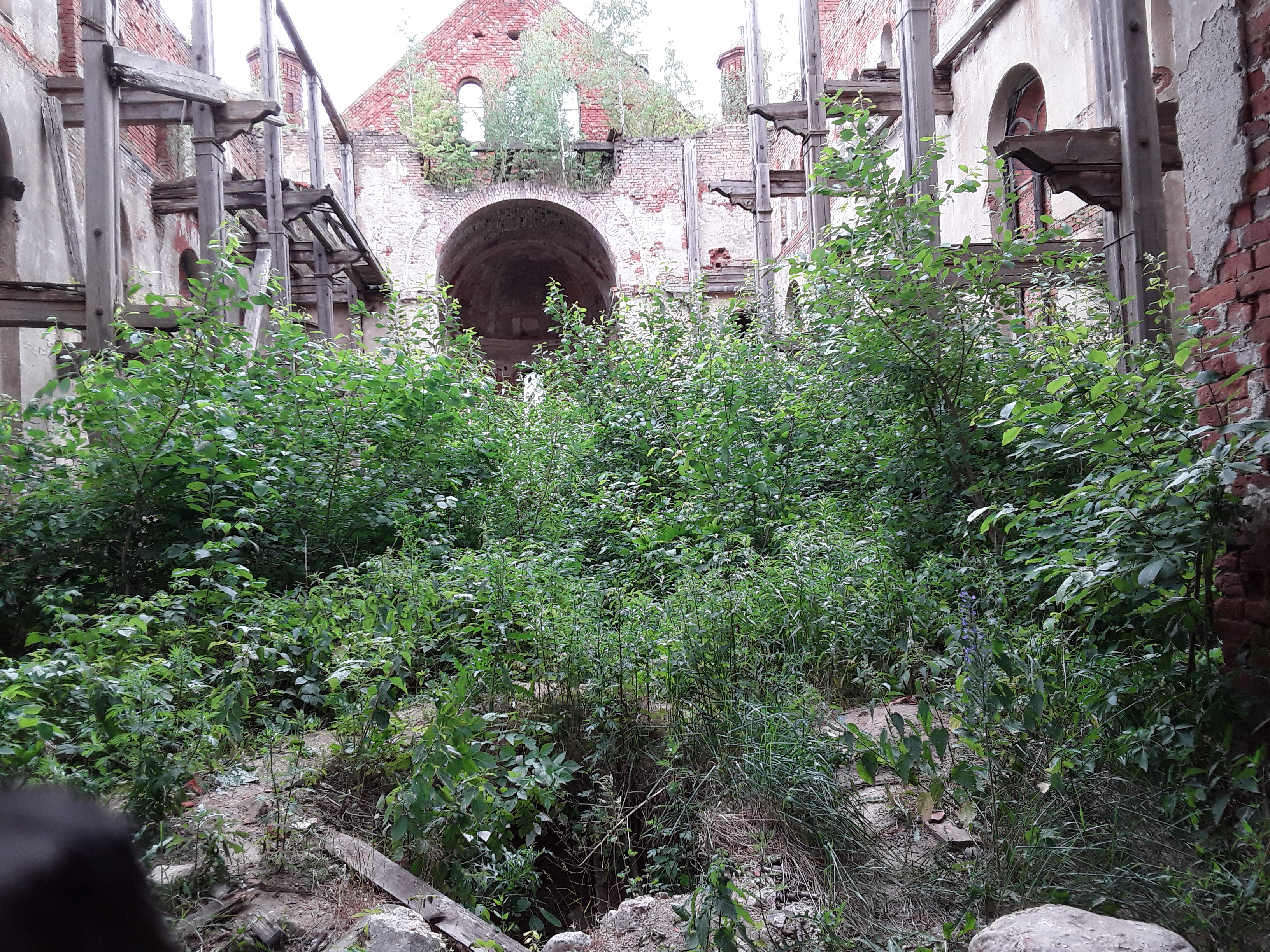
Внутренний вид руин бывшей евангелической церкви Даркемена/Ангераппа
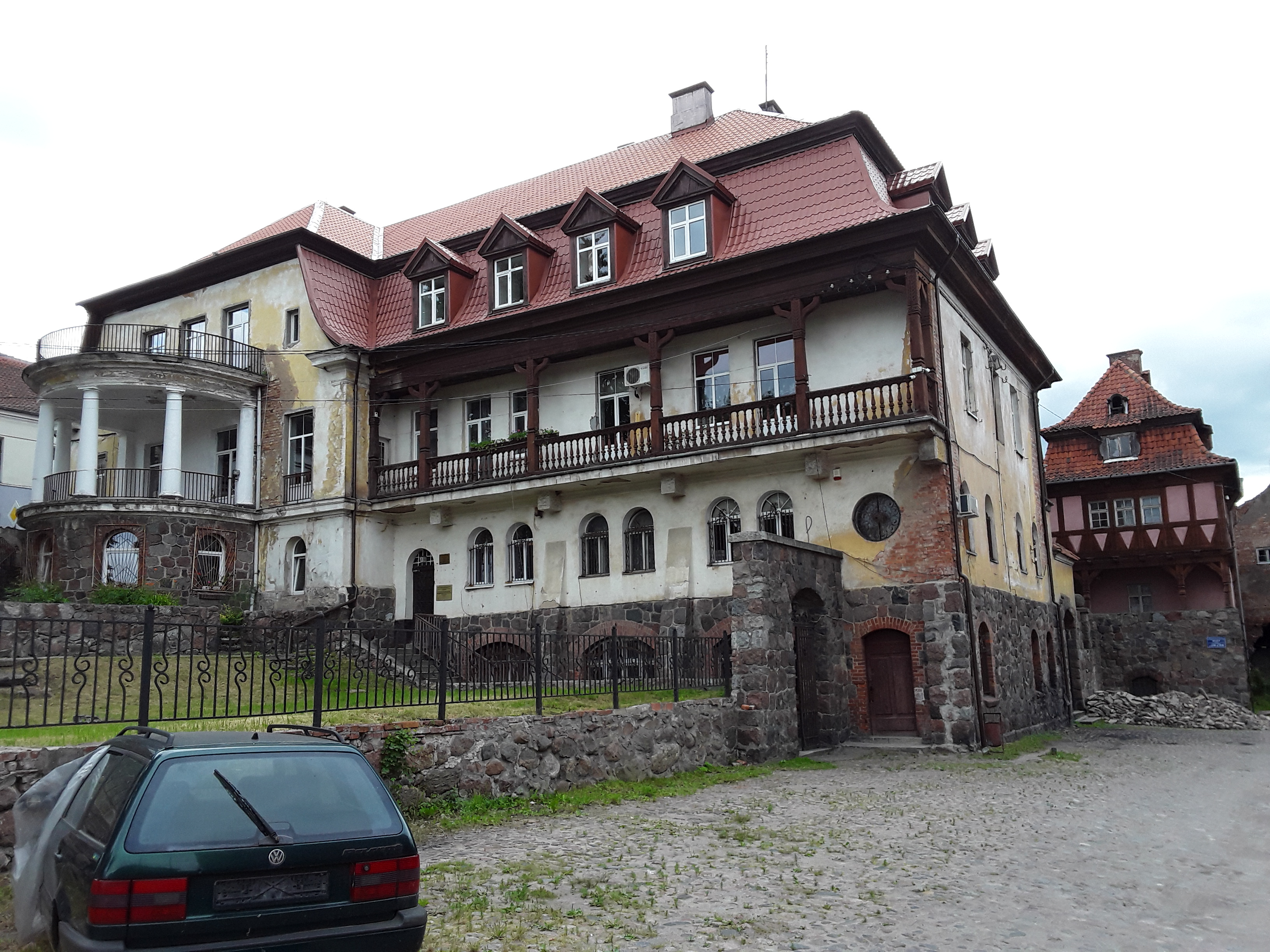
Сохранившаяся старая немецкая архитектура бывшего Даркемена/Ангераппа.

## Города побратимы
- Польша, город Элк[источник не указан 2255 дней].